# Racemobambos celebica
Racemobambos celebica är en gräsart som beskrevs av Soejatmi Dransfield. Racemobambos celebica ingår i släktet Racemobambos och familjen gräs. Inga underarter finns listade i Catalogue of Life.